# Duntisbourne Rouse
Duntisbourne Rouse é uma paróquia e aldeia do distrito de Cotswold, no condado de Gloucestershire, na Inglaterra. É considerada uma Area of Outstanding Natural Beauty.